# Гей освобождение
Гей освобождение (Gay Liberation, със съкращение Gay Lib) или ЛГБТ освобождение е термин, който обозначава радикалното движение на лесбийки, гей, бисексуални и трансджендър от края на 60-те и началото на 70-те години на XX век в Северна Америка, Западна Европа, Австралия и Нова Зеландия. Това наименование се възприема понякога и като синоним на днешното движение за гей права, или по-общо казано – социалните ЛГБТ движения, но в тази статия, придължайки се към академичната употреба на израза, се разглеждат ръководилите от общи цели и стратегии движения на един определен исторически период.
Трябва да се подчертае, че употребата на думата „гей“ се предпочита пред по-ранните названия като хомосексуален или хомофил; някои разглеждат термина „гей“ дори като отхвърляне на погрешната дихотомия хетеросексуалност/хомосексуалност. Лесбийките и гейовете искат да играят активна роля в обществото, затова решават да излязат на открито, заявявайки публично сексуалността си пред семейство, приятели и колеги и провеждайки гей прайд паради, чрез които да покажат на обществото, че те не се срамуват от сексуалността си. Публичното разкриване (каминг-аутът) и прайд парадите остават важна част от ЛГБТ движенията, а видимостта на лесбийската и гей общност продължава да нараства.
Движението за гей освобождение (Gay Lib) е известно също така и с обвързаността си с тогавашната бунтарска култура поради стремежа на дейците му да променят някои от основните социални институции като пол и семейство. За да постигнат целта си, те наблягат най-вече върху повдигането на гей съзнанието и директните действия. През годините движението за гей освобождение става все по-малко радикално, като към края на 70-те години то се превръща в едно формално, работещо по утвърждаването на гражданските права на гей и лесбийки, движение.

## Начало и история на движението
Въпреки че бунтовете от Стоунуол през 1969 г. в Ню Йорк се възприемат обикновено като искрата, която поставя началото на новото движение, началото на гей освобождението се поставя значително преди това меморално събитие. Съпротивата срещу полицейското насилие не било нещо ново – през 1725 г., например, клентите на един от лондонските „моли хаус (molly house)“ се противопоставят на една полицейска гонка.
Организирани движения за ЛГБТ права, особено в Западна Европа, съществували още през 19 век, а дейността им се изразявала в публикуването на различни материали, сформирането на социални групи и кампании за социални и правни реформи. Движенията от предхождащия зараждането на Gay Lib период – от края на Втората световна война до края на 60-те години, се известни под общото название Хомофилско движение. Хомофилското движение често бива определено като „политически консервативно“, въпреки че неговите призиви за приемане от страна на обществото на еднополовата лювов и транссексуалността били възприемани като радикални възгледи от страна на доминиращата на времето култура. През 1965 г. Dick Leitsch – председателят на Mattachine Society, пропагандира директни действия и по този начин формацията излиза на първата за 60-те години публична демонстрация на хомосексуални. В края на 1967 г., една нюйоркска формация, наречена Homophile Youth Movement in Neighborhoods (HYMN) (Движение на младите хомофили от предградията), започва да издига слогани като „Gay Power“ (Гей сила) и „Gay is Good“ (Гей е добро).

## 60-те години
На Запад 60-те години е период на различни социални катаклизми, а сексуалната революция и бунтарската култура допринасят за израстването на хомосексуалната субкултура, която в САЩ се изразява в отварянето на книжарници, публичната продажба на списания и отркиването на социални центрове. Тези зараждащи се социални възможности, обединени с новите социални движения, като например Black Power, Women's Liberation и студентските бунтове от май 1968 г. във Франция, благоприятствали за поставянето на началото на един нов период на радикални действия. Много от членовете на движението за гей освобождение възприемали себе си като последователи по-скоро на Новото Ляво, отколкото на съществуващите на времето хомофилски организации. Фразата „Гей освобождение“ (Gay Liberation) се заражда по образец на „Women's Liberation“ (Освобождение на жените). Сдружението на различни организации за гей освобождение, наречено Gay Liberation Front (Фронт на гей освобождението), съзнателно взема името си от виетнамския и алжирския Национален освободителен фронт; от друга страна, слоганът „Gay Power“ (Гей сила), често използван от хомофилските движения, бива заимстван от названието Black Power (Черна сила).

## 1969 година
На 28 март 1968 г. в Сан Франциско, Leo Laurence (издателят на Vector, списанието на Society for Individual Rights (Общество за индивидуални права) – най-голямата хомофилска организация в САЩ) обявява „Хомосексуалната революция на 1969 г.“, приканвайки всички гей мъже и лесбийки да се присъединят към Black Panther (Черните пантери) и други ляво-ориентирани организации и да се разкрият масово. През месец март на същата година, Laurence бива отлъчен от организацията поради това, че определял членовете ѝ като „срамежливи“ и „средно-класови, консервативни, злобни и стари дами“. Той, в съдружие с Гейл Уйтингтън Архив на оригинала от 2017-12-15 в Wayback Machine. (млад мъж, който бил уволнен от Щатската параходна компания поради това, че е гей, след като негова снимка, поместена до енда революционната статия на Leo Laurence със заглавието „HOMOS, DON'T HIDE IT!“ (Хомосексуални, не го крийте!) се появява в списание Berkley Barb) основава активистката организация Committee for Homosexual Freedom (CHF – Комитет за хомосексуална свобода). Същият този месец, Carl Wittman, член на CHF, започва да пише Refugees from Amerika: A Gay Manifesto (Бежанци от Америка: гей манифест), който бива определен по-късно като „библията на гей освобождението“. Този манифест бива публикуван в San Francisco Free Press и разпространен в цялата страна.
През юни 1969 г. група от членове на Stonewall Inn оказва съпротива при едно внезапно полицейско нападение, а последвалите това събитие протести се превръщат в капката, която кара търпението на гей активистите да прелее. Няколко седмици след този инцидент, на 31 юли, се формира Фронтът за гей освобождение (Gay Liberation Front, GLF), а името на тяхното списание „Come Out!“ (Излез!) говори ясно за тяхната политическа програма. До края на годината в САЩ започват да развиват дейност над дузина подобни организации. Сред многобройните им дейности могат да се споменат противопоставянето им на консумизма, милитаризма, расизма и сексизма, но основната им пропаганда е свързана със „сексуалното освобождаване“. В бюлетина на Фроната за гей освобождение четем:
„Ние сме революционна група от мъже и жени, сформирана с разбирането, че пълно сексуално освобождение за всички хора не може да бъде постигнато докато настоящите социални институции не бъдат премахнати. Ние се противопоставяме на опитите на обществото да налага сексуални роли и дефиниции относно нашата натура.“

## 1970 година
До лятото на 1970 г. организации от поне осем американски града успяват да се организират до такава степен, че да проведат в последната неделя на месец юли симултантни мероприятия в памет на бунтовете от Стоунуол. Били организирани силно политически манифестации, на които в Ню Йорк например взели участие между три и пет хиляди души, докато на различните паради, организирани в Лос Анджелис, Сан Франциско и Чикаго, участвали много повече хиляди души. Подобни на „Gay Lib“ организации започнали да се зараждат и в световен мащаб, между които Campaign Against Moral Persecution (CAMP, Inc.) (Кампания срещу моралните преследвания) в Австралия и Британски фронт за гей освобождение (British Gay Liberation Front) в Англия. В САЩ бива сформирана и лесбийската организация „Lavender Menace“, в отговор на мъжката доминация в Gay Lib и анти-лесбийските настроения в Женското движение. Лесбийството бива обявено като феминистки избор на жените и започват да се зараждат първите течения на лесбийски сепаратизъм.
През август същата тази година, Хю Нютън, лидерът на Черните пантери, публично обявява подкерпата си към Движението за гей освобождение и Движението за освобождение на жените.

## 1971 година
Въпреки че кратко съществувалата организация Comite Pederastique de la Sorbonne провела няколко срещи по време на студентските бунтове през май 1968 г. истинското начало на модерното движение за гей освобождение във Франция бива положено на 10 май 1971 г., когато група лесбийки от Front Homosexuel d'Action Révolutionnaire (FHAR) прекъсва едно излъчвано на живо радио предаване на тема „Хомосексуалността, този греховен проблем“. Гостите на предаването, сред които и един католически свещеник, биват внезапно прекъснати от виковете на група лесбийки от публиката: „Това не е вярно, ние не страдаме!“ Протестиращите започват да се бунтуват, като една млада жена дори хваща свещеника и започва да удра главата му в масата. От апаратната зала веднага спират микрофоните и превключват на музика на запис.